# Acetabularia acetabulum
Espèce
Acetabularia acetabulum, l'acétabulaire de Méditerranée ou ombrelle de mer, est une espèce d'algues vertes de la famille des Polyphysaceae.

## Description
Comme toutes les acétabulaires cette algue verte est en fait composée d'une seule cellule et n'est donc visible que lorsqu'elle produit son chapeau (voir "Cycle de vie" plus bas), c'est-à-dire en été ou à la fin du printemps. Elle est fixée au substrat par des rhizoïdes, près desquels se situe le noyau de la cellule. 
Lors de la reproduction, la cellule produit un pédicule pouvant atteindre 50 mm de hauteur puis un chapeau en forme de disque concave de 5 à 12 mm de diamètre. Ce chapeau, à bords lisses, comportant de fines stries rayonnant à partir du centre, est vert pâle, vert bleuté ou presque blanc.

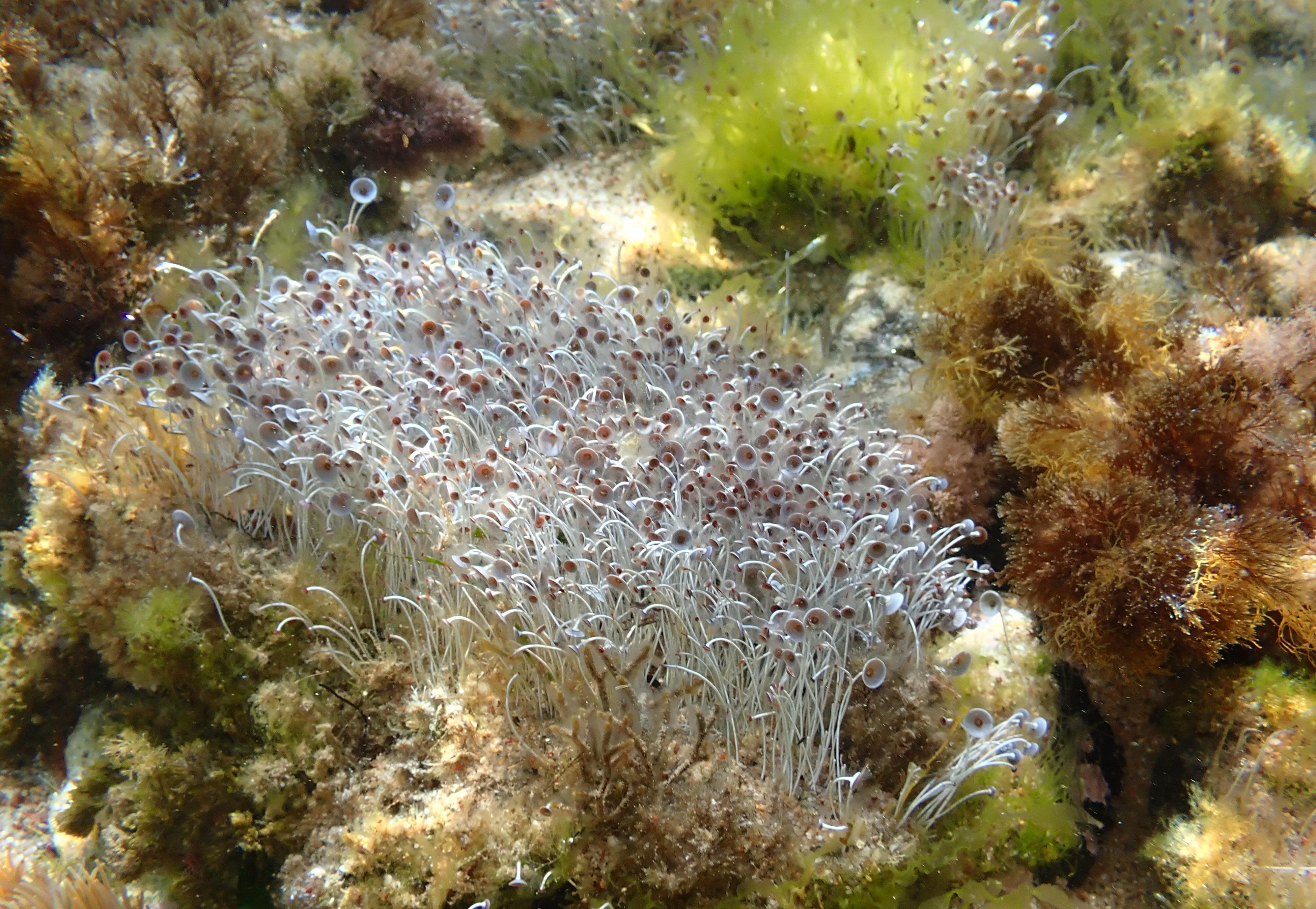
Champ d'Acétabulaires
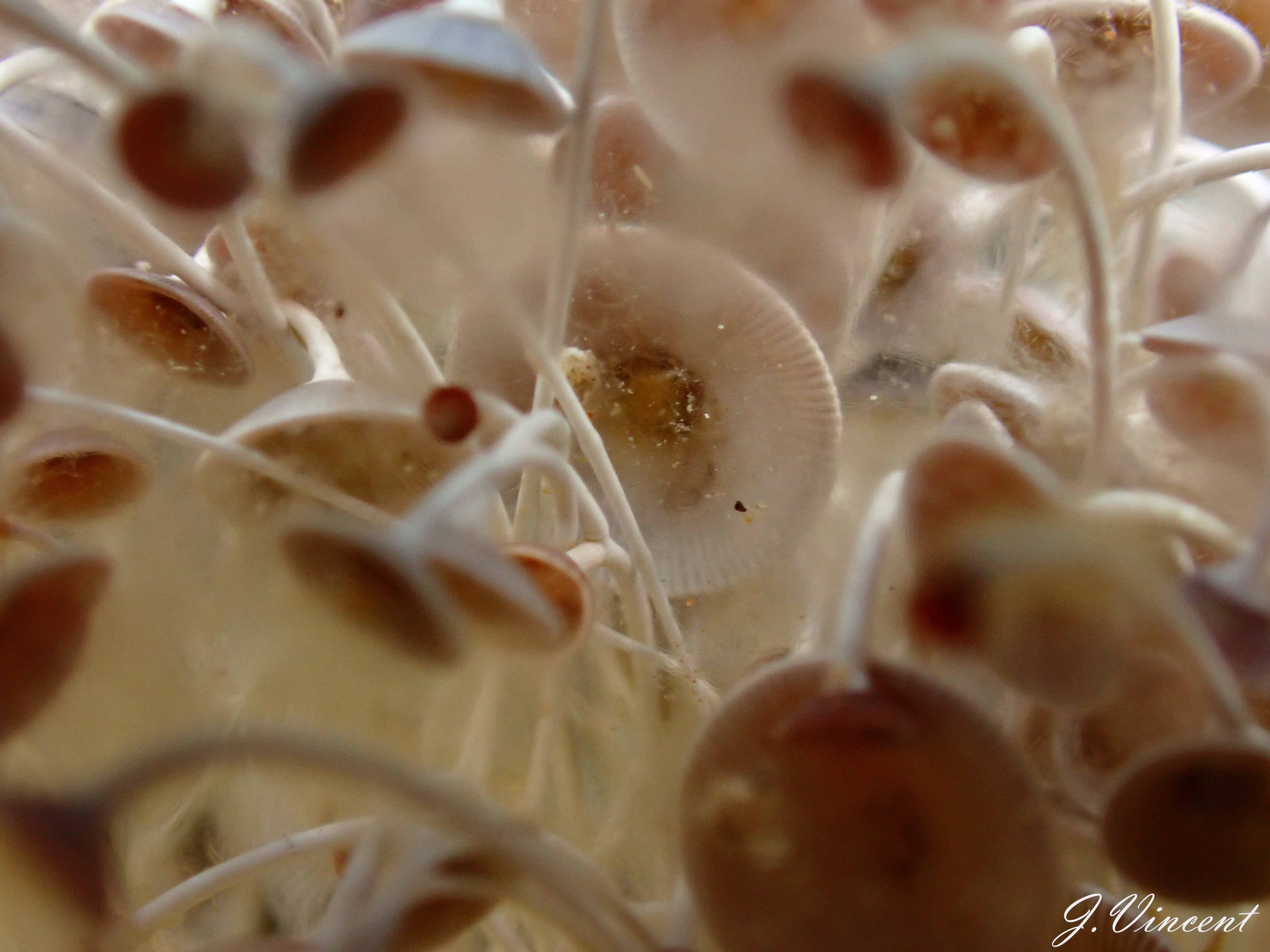
Couleur rouge inhabituelle
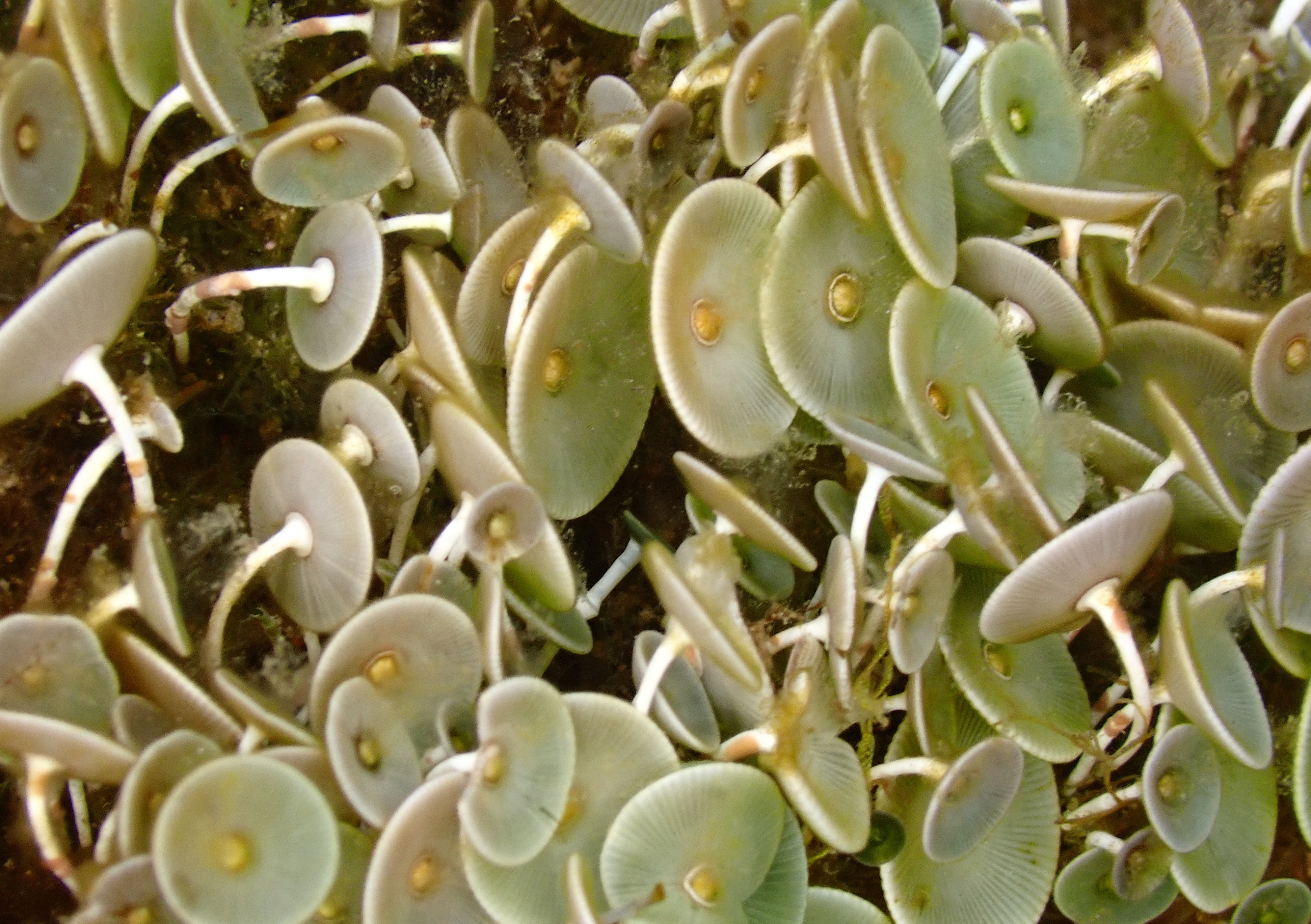
Hampe et ombelle

## Cycle de vie

Cycle de vie de l'ombrelle de mer

Le zygote s'implante sur le substrat rocheux grâce à des rhizoïdes. Afin de produire des gamètes, il produit d'abord un pédicule qui, lorsque sa croissance est maximale (pour cette espèce, une cinquantaine de millimètres), forme un chapeau en forme de disque constitué en fait de poches contenant des gamétocystes. À maturité, les poches s'ouvrent et les gamétocystes sont libérés. Puis les gamétocystes s'ouvrent à leur tour, libérant les gamètes. La fécondation a lieu dans l'eau libre et forme un nouveau zygote.

## Répartition et habitat
C'est une algue essentiellement méditerranéenne qui préfère les substrats rocheux et les zones calmes, peu battues par les vagues. Elle aime la lumière et vit à faible profondeur (généralement entre 2 et 5 m de profondeur, ou davantage si les eaux sont limpides), mais ne supporte guère d’être émergée.

## Synonymes
Selon AlgaeBase (29 avr. 2013) :
- - synonymes nomenclaturaux :
- Madrepora acetabulum Linnaeus 1758 (basionyme)
- Tubularia acetabulum (Linnaeus) Linnaeus 1767

- - synonymes taxinomiques :
- Acetabulum marinum Tournefort 1719
- Corallina androsace Pallas 1766
- Olivia androsace (Pallas) Bertoloni 1810
- Acetabularia mediterranea J.V.Lamouroux 1816
- Acetabulum mediterraneum Lamarck 1816
- Olivia adrosace Bertoloni 1819
- Acetabularia integra J.V.Lamouroux 1821